# Zeuctoboarmia contortilinea
Zeuctoboarmia contortilinea är en fjärilsart som beskrevs av W. Warren 1897. Zeuctoboarmia contortilinea ingår i släktet Zeuctoboarmia och familjen mätare. Inga underarter finns listade i Catalogue of Life.